# Liste der Stolpersteine in Scheeßel
Die Liste der Stolpersteine in Scheeßel enthält alle Stolpersteine, die im Rahmen des gleichnamigen Projekts von Gunter Demnig in Scheeßel verlegt wurden. Mit ihnen soll an Opfer des Nationalsozialismus erinnert werden, die in Scheeßel lebten und wirkten.

## Verlegte Stolpersteine
| Bild | Person, Inschrift | Adresse         | Verlege- datum | Weitere Informationen |
| ---- | --- | --------------- | -------------- | --------------------- |
|      | Hier wohnte Anna Katharina Meyer Jg. 1901 eingewiesen 22. August 1934 Heilanstalt Lüneburg ‘verlegt’ 1941 Hadamar ermordet 12. Mai 1941 ‘Aktion T 4’ | Schulstraße 5 · | 12. Feb. 2019  |                       |